# Tour Down Under 2008
Il Tour Down Under 2008, decima edizione della corsa e valevole come prima gara del circuito UCI ProTour 2008, si svolse in sei tappe dal 22 al 27 gennaio 2008, per un percorso totale di 835 km attorno ad Adelaide, Australia. Fu vinto dal tedesco André Greipel, che terminò la corsa in 18h46'18".
Lo stesso tedesco della High Road vinse la Down Under Classic 2008, apertura ufficiale del Tour.

## Tappe
| Tappa  | Data       | Percorso                | km  | Vincitore di tappa | Leader cl. generale |
| ------ | ---------- | ----------------------- | --- | ------------------ | ------------------- |
| 1ª     | 22 gennaio | Mawson Lakes > Angaston | 129 | Mark Renshaw       | Mark Renshaw        |
| 2ª     | 23 gennaio | Stirling > Hahndorf     | 148 | André Greipel      | Graeme Brown        |
| 3ª     | 24 gennaio | Unley > Victor Harbor   | 139 | Allan Davis        | Mark Renshaw        |
| 4ª     | 25 gennaio | Mannum > Strathalbyn    | 134 | André Greipel      | Mark Renshaw        |
| 5ª     | 26 gennaio | Willunga > Willunga     | 147 | André Greipel      | André Greipel       |
| 6ª     | 27 gennaio | Adelaide > Adelaide     | 88  | André Greipel      | André Greipel       |
| Totale | Totale     | Totale                  | 835 |                    |                     |

## Squadre e corridori partecipanti
La squadra della nazionale australiana chiamata Team UniSA-Australia è stata l'unica squadra non-UCI ProTour invitata alla corsa.
| N.    | Cod. | Squadra          |
| ----- | ---- | ---------------- |
| 1-7   | ALM  | AG2R La Mondiale |
| 11-17 | CSC  | Team CSC         |
| 21-27 | SIL  | Silence-Lotto    |
| 31-37 | C.A  | Credit Agricole  |
| 41-47 | MRM  | Team Milram      |
| 51-57 | BTL  | Bouygues Télécom |
| 61-67 | THR  | Team High Road   |
| 71-77 | AST  | Astana           |
| 81-87 | GCE  | Caisse d'Epargne |
| 91-97 | QST  | Quick Step       |

| N.      | Cod. | Squadra             |
| ------- | ---- | ------------------- |
| 101-107 | FDJ  | Française des Jeux  |
| 111-117 | LIQ  | Liquigas            |
| 121-127 | COF  | Cofidis             |
| 131-137 | GST  | Gerolsteiner        |
| 141-147 | EUS  | Euskaltel-Euskadi   |
| 151-157 | RAB  | Rabobank            |
| 161-167 | LAM  | Lampre              |
| 171-177 | SDV  | Saunier Duval-Scott |
| 181-187 | UNI  | Unisa-Australia     |

## Dettagli delle tappe

### 1ª tappa
- 22 gennaio: Mawson Lakes > Angaston – 129 km

Risultati
| Pos. | Corridore          | Squadra         | Tempo    |
| ---- | ------------------ | --------------- | -------- |
| 1    | Mark Renshaw       | Crédit Agricole | 3h13'33" |
| 2    | José Joaquín Rojas | C. d'Epargne    | s.t.     |
| 3    | Graeme Brown       | Rabobank        | s.t.     |

| Pos. | Corridore          | Squadra         | Tempo    |
| ---- | ------------------ | --------------- | -------- |
| 1    | Mark Renshaw       | Crédit Agricole | 3h13'23" |
| 2    | José Joaquín Rojas | C. d'Epargne    | a 4"     |
| 3    | Graeme Brown       | Rabobank        | s.t.     |

### 2ª tappa
- 23 gennaio: Stirling > Hahndorf – 148 km

Risultati
| Pos. | Corridore     | Squadra   | Tempo    |
| ---- | ------------- | --------- | -------- |
| 1    | André Greipel | High Road | 3h46'55" |
| 2    | Graeme Brown  | Rabobank  | s.t.     |
| 3    | Allan Davis   | UniSA     | s.t.     |

| Pos. | Corridore     | Squadra         | Tempo    |
| ---- | ------------- | --------------- | -------- |
| 1    | Graeme Brown  | Rabobank        | 7h00'18" |
| 2    | Mark Renshaw  | Crédit Agricole | s.t.     |
| 3    | André Greipel | High Road       | s.t.     |

### 3ª tappa
- 24 gennaio: Unley > Victor Harbor – 139 km

Risultati
| Pos. | Corridore     | Squadra         | Tempo    |
| ---- | ------------- | --------------- | -------- |
| 1    | Allan Davis   | UniSA           | 3h13'48" |
| 2    | Mark Renshaw  | Crédit Agricole | s.t.     |
| 3    | Mathew Hayman | Rabobank        | s.t.     |

| Pos. | Corridore     | Squadra         | Tempo     |
| ---- | ------------- | --------------- | --------- |
| 1    | Mark Renshaw  | Crédit Agricole | 10h14'00" |
| 2    | Allan Davis   | UniSA-          | a 2"      |
| 3    | André Greipel | High Road       | a 6"      |

### 4ª tappa
- 25 gennaio: Mannum > Strathalbyn – 134 km

Risultati
| Pos. | Corridore          | Squadra         | Tempo    |
| ---- | ------------------ | --------------- | -------- |
| 1    | André Greipel      | igh Road        | 3h14'46" |
| 2    | Mark Renshaw       | Crédit Agricole | s.t.     |
| 3    | José Joaquín Rojas | C. d'Epargne    | s.t.     |

| Pos. | Corridore     | Squadra         | Tempo     |
| ---- | ------------- | --------------- | --------- |
| 1    | Mark Renshaw  | Crédit Agricole | 13h28'38" |
| 2    | André Greipel | High Road       | a 4"      |
| 3    | Allan Davis   | UniSA           | a 7"      |

### 5ª tappa
- 26 gennaio: Willunga > Willunga – 147 km

Risultati
| Pos. | Corridore            | Squadra       | Tempo    |
| ---- | -------------------- | ------------- | -------- |
| 1    | André Greipel        | High Road     | 3h26'26" |
| 2    | Allan Davis          | UniSA         | s.t.     |
| 3    | José Alberto Benítez | Saunier Duval | s.t.     |

| Pos. | Corridore          | Squadra      | Tempo     |
| ---- | ------------------ | ------------ | --------- |
| 1    | André Greipel      | High Road    | 16h55'18" |
| 2    | Allan Davis        | UniSA        | a 7"      |
| 3    | José Joaquín Rojas | C. d'Epargne | a 20"     |

### 6ª tappa
- 27 gennaio: Circuito di Adelaide – 88 km

Risultati
| Pos. | Corridore      | Squadra      | Tempo    |
| ---- | -------------- | ------------ | -------- |
| 1    | André Greipel  | High Road    | 1h51'13" |
| 2    | Robert Förster | Gerolsteiner | s.t.     |
| 3    | Graeme Brown   | Rabobank     | s.t.     |

| Pos. | Corridore          | Squadra      | Tempo     |
| ---- | ------------------ | ------------ | --------- |
| 1    | André Greipel      | High Road    | 18h46'18" |
| 2    | Allan Davis        | UniSA        | a 15"     |
| 3    | José Joaquín Rojas | C. d'Epargne | a 33"     |

## Evoluzione delle classifiche
| Tappa              | Vincitore          | Classifica generale Maglia ocra | Classifica scalatori Maglia King of the Mountain | Classifica a punti Maglia Sprint | Classifica giovani Maglia Young rider's | Classifica squadre Maglia Winning team | Corridore più aggressivo Maglia Most aggressive rider's |
| ------------------ | ------------------ | ------------------------------- | ------------------------------------------------ | -------------------------------- | --------------------------------------- | -------------------------------------- | ------------------------------------------------------- |
| 1ª                 | Mark Renshaw       | Mark Renshaw                    | Philippe Gilbert                                 | Mickaël Buffaz                   | José Joaquín Rojas                      | AG2R La Mondiale                       | Mickaël Buffaz                                          |
| 2ª                 | André Greipel      | Allan Davis                     | Philippe Gilbert                                 | Mickaël Buffaz                   | José Joaquín Rojas                      | Astana                                 | non assegnato                                           |
| 3ª                 | Allan Davis        | Allan Davis                     | Philippe Gilbert                                 | Mark Renshaw                     | José Joaquín Rojas                      | Team High Road                         | Mickhael Delage                                         |
| 4ª                 | André Greipel      | Allan Davis                     | Philippe Gilbert                                 | Mark Renshaw                     | José Joaquín Rojas                      | Team CSC                               | Javier Aramendia Lorenti                                |
| 5ª                 | André Greipel      | Allan Davis                     | Philippe Gilbert                                 | André Greipel                    | José Joaquín Rojas                      | Française des Jeux                     | Carlo Westphal                                          |
| 6ª                 | André Greipel      | Allan Davis                     | Philippe Gilbert                                 | André Greipel                    | José Joaquín Rojas                      | Française des Jeux                     | Allan Davis                                             |
| Classifiche finali | Classifiche finali | André Greipel                   | Philippe Gilbert                                 | André Greipel                    | José Joaquín Rojas                      | Française des Jeux                     |                                                         |

## Classifiche finali

### Classifica generale
| Pos. | Corridore            | Squadra       | Tempo     |
| ---- | -------------------- | ------------- | --------- |
| 1    | André Greipel        | High Road     | 18h46'18" |
| 2    | Allan Davis          | UniSA         | a 15"     |
| 3    | José Joaquín Rojas   | C. d'Epargne  | a 33"     |
| 4    | Mickaël Delage       | F. des Jeux   | a 37"     |
| 5    | Mickaël Buffaz       | Cofidis       | s.t.      |
| 6    | José Alberto Benítez | Saunier Duval | a 39"     |
| 7    | Kjell Carlström      | Liquigas      | s.t.      |
| 8    | Luis León Sánchez    | C. d'Epargne  | a 41"     |
| 9    | Richie Porte         | UniSA         | s.t.      |
| 10   | Stuart O'Grady       | CSC           | a 42"     |

### Classifica a punti
| Pos. | Corridore      | Squadra         | Punti |
| ---- | -------------- | --------------- | ----- |
| 1    | André Greipel  | High Road       | 38    |
| 2    | Allan Davis    | UniSA           | 34    |
| 3    | Mark Renshaw   | Crédit Agricole | 24    |
| 4    | Graeme Brown   | Rabobank        | 14    |
| 5    | Mickaël Delage | F. des Jeux     | 12    |

### Classifica scalatori
| Pos. | Corridore        | Squadra       | Punti |
| ---- | ---------------- | ------------- | ----- |
| 1    | Philippe Gilbert | F. des Jeux   | 38    |
| 2    | David Moncoutié  | Cofidis       | 22    |
| 3    | Mathieu Perget   | C. d'Epargne  | 18    |
| 4    | Mickaël Delage   | F. des Jeux   | 16    |
| 5    | Arkaitz Durán    | Saunier Duval | 16    |

### Classifica giovani
| Pos. | Corridore          | Squadra      | Tempo     |
| ---- | ------------------ | ------------ | --------- |
| 1    | José Joaquín Rojas | C. d'Epargne | 18h46'51" |
| 2    | Mickaël Delage     | F. des Jeux  | a 4"      |
| 3    | Richie Porte       | UniSA        | a 8"      |
| 4    | Pieter Jacobs      | Silence      | a 10"     |
| 5    | William Walker     | Rabobank     | s.t.      |

### Classifica a squadre
| Pos. | Squadra             | Tempo     |
| ---- | ------------------- | --------- |
| 1    | Française des Jeux  | 56h21'03" |
| 2    | Saunier Duval-Scott | s.t.      |
| 3    | Caisse d'Epargne    | s.t.      |
| 4    | Liquigas            | s.t.      |
| 5    | Euskaltel-Euskadi   | s.t.      |

## Punteggi UCI
| Pos. | Corridore            | Squadra         | Punti |
| ---- | -------------------- | --------------- | ----- |
| 1    | André Greipel        | High Road       | 50    |
| 2    | José Joaquín Rojas   | C. d'Epargne    | 38    |
| 3    | Mickaël Delage       | F. des Jeux     | 30    |
| 4    | Mickaël Buffaz       | Cofidis         | 25    |
| 5    | José Alberto Benítez | Saunier Duval   | 21    |
| 6    | Kjell Carlström      | Liquigas        | 15    |
| 7    | Luis León Sánchez    | C. d'Epargne    | 10    |
| 8    | Mark Renshaw         | Crédit Agricole | 7     |
| 9    | Graeme Brown         | Rabobank        | 4     |
| 10   | Stuart O'Grady       | CSC             | 2     |
| 11   | Robert Förster       | Gerolsteiner    | 2     |

| Pos. | Squadra             | Punti |
| ---- | ------------------- | ----- |
| 1    | Team High Road      | 50    |
| 2    | Caisse d'Epargne    | 48    |
| 3    | Française des Jeux  | 30    |
| 4    | Cofidis             | 25    |
| 5    | Saunier Duval-Scott | 21    |
| 6    | Liquigas            | 15    |
| 7    | Crédit Agricole     | 7     |
| 8    | Rabobank            | 4     |
| 9    | Team CSC            | 2     |
| 10   | Gerolsteiner        | 2     |

| Pos. | Nazione   | Punti |
| ---- | --------- | ----- |
| 1    | Spagna    | 69    |
| 2    | Francia   | 55    |
| 3    | Germania  | 52    |
| 4    | Finlandia | 15    |
| 5    | Australia | 13    |